# Achyranthes schweinfurthii
Achyranthes schweinfurthii är en amarantväxtart som beskrevs av Schinz. Achyranthes schweinfurthii ingår i släktet Achyranthes och familjen amarantväxter. Inga underarter finns listade i Catalogue of Life.